# U96
U96, grupo musical creado por los productores alemanes Alex Christensen, Alberto Ingo Hauss, Helmut Hoikins y Hajo Panarinfo.

## Biografía
El nombre proviene de la película alemana "Das Boot" (titulada "El submarino" en España) ya que su primer éxito es una adaptación del tema principal de la banda sonora original de la película compuesta por Klaus Doldinger. Desde el primer álbum, este grupo fue uno de los máximos abanderados de la música tecno alemana a nivel internacional.

## Discografía
- Das Boot (1992)

- Replugged (1993)

- Club Bizarre (1995)

- Heaven (1996)

- Best Of 1991 - 2001 (2000)

- Out of Wilhelmsburg (2006)

## Singles
- "Das Boot" (1991)

- "I Wanna Be A Kennedy" (1992)

- "Come 2 Gether / Der Kommandant" (1992)

- "Ambient Underworld" (1992)

- "Das Boot / Kennedy Megamix" (1992)

- "Love Sees No Colour" (1993)

- "Night In Motion" (1993)

- "Inside Your Dreams" (1994)

- "Club Bizarre" (1994)

- "Love Religión" (1994)

- "Movin'" (1995)

- "Boot II" (1995)

- "Heaven" (1996)

- "A Night To Remember" (1996)

- "Venus In Chains" (1996)

- "Seven Wonders" (1997)

- "Calling The Angels (Feat. Dea-Li)" (1997)

- "In Your Mind" (1998) [Which Never Released]

- "Energie" (1998)

- "Beweg Dich, Baby" (1998)

- "Das Boot 2001" (2000)

- "We Call It Love" (2003)

- "Vorbei" (2006)

- "Ich, Nemo" (2022)